# رود کوما

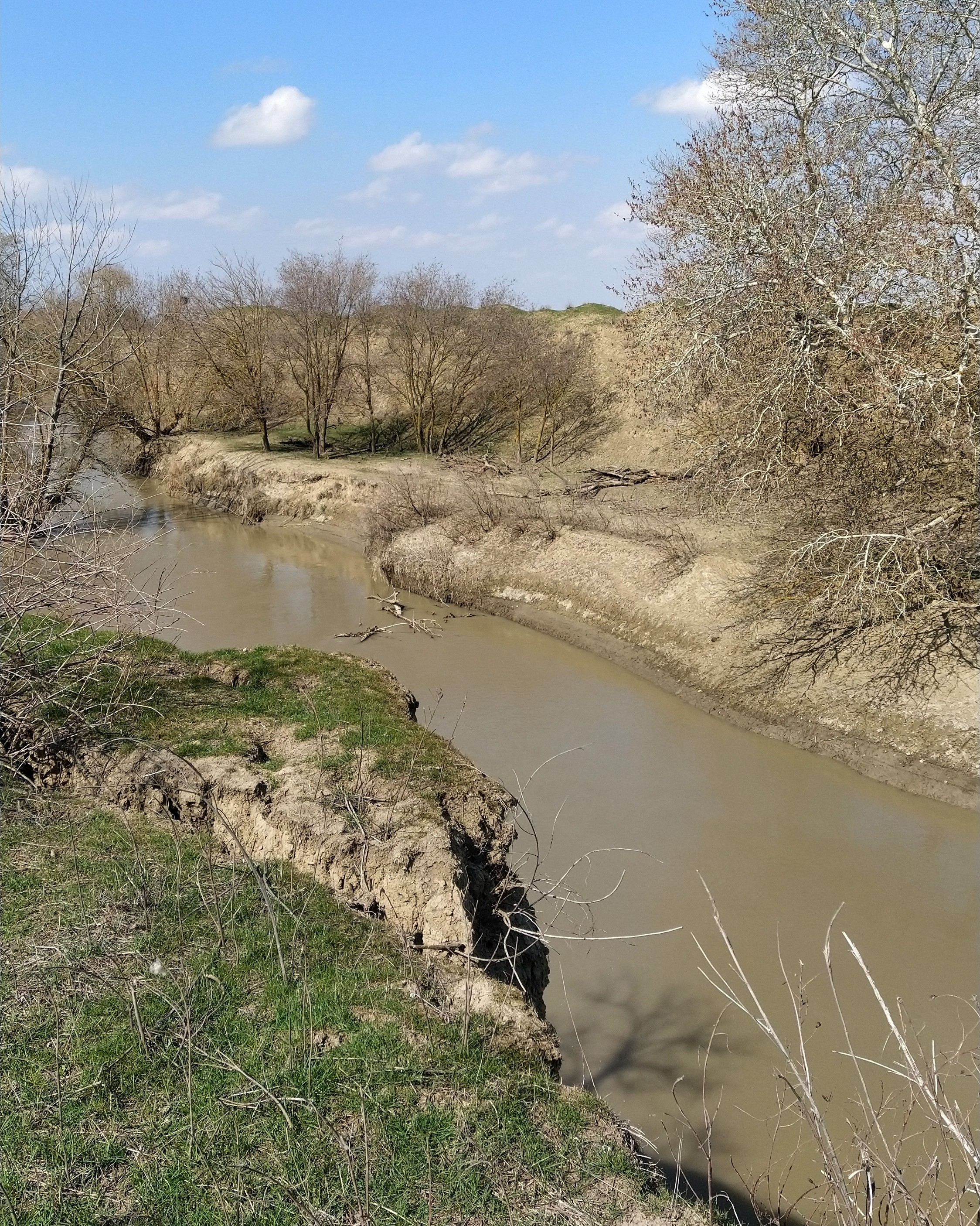
نمایی از رودخانهٔ کوما در قفقاز شمالی - ۲۰۲۱

کوما رودخانه‌ای است در فدراسیون روسیه، در قفقاز شمالی.
درازای این رود ۸۰۲ کیلومتر و مساحت حوضه آبریز آن ۳۳٬۵۰۰ کیلومتر مربع است. این رود از دامنه‌های شمالی رشته کوه «صخره‌ای» سرچشمه می‌گیرد و در مسیر خود، پیش از رسیدن به دریای خزر، در جلگه‌های پیرامون دریای خزر در کرانه‌های غربی این دریا ناپدید می‌شود.
کوما از ماه نوامبر تا مارس یخ می‌زند. از آب باران و برف تغذیه می‌شود. شاخابه‌های اصلی و عمده آن عبارتند از «پودروموک»، مکری کارمیک. از آب آن در آبیاری زمین‌های کشاورزی، استفاده می‌شود. از رودخانه کوما، کانال‌های «کوما ـ مانیچ» و «تِرِک ـ کوما» کشیده شده است. شهرهای مینرالنیه وودی، زِلِنوکومسک و پریکومسک، در ساحل این رودخانه قرار دارند.